# 復華投信
復華證券投資信託（簡稱復華投信）成立於1997年，為台灣第二十二家設立的資產管理公司，主要營業項目包含投資信託業務、投資顧問業務。截至2025年4月，資產管理規模逾8,700億元（公募及全權委託，不含私募基金）。

## 歷史沿革
1997年，復華投信成立。2003年，尹衍樑將復華投信股權全數出售，由三商人壽接手部分股權。2022年，三商美邦人壽將其持有的復華投信全數股權轉讓給南山人壽，南山人壽自2023年成為復華投信持股5%以上的主要股東。
2024年，金管會年度「鼓勵投信躍進計畫」，宣布復華投信、元大投信、野村投信及第一金投信4家投信業者通過。

## 外部連結
- 復華投信官方網站